# Liste der Länderspiele der maltesischen Frauen-Handballnationalmannschaft
Diese Liste enthält Handballspiele der maltesischen Handballnationalmannschaft der Frauen, die von der Malta Handball Federation (MHA) als offizielle Länderspiele anerkannt sind.

## Legende
Dieser Abschnitt dient als Legende für die nachfolgenden Tabellen.
- A = Auswärtsspiel
- H = Heimspiel
- * = Spiel an neutralem Ort
- rote Hintergrundfarbe = Niederlage der maltesischen Mannschaft
- grüne Hintergrundfarbe = Sieg der maltesischen Mannschaft
- gelbe Hintergrundfarbe = Unentschieden

## Liste der Spiele
| Nr. | Datum               | Ergebnis      | Gegner                  |   | Austragungsort                          | Anlass                            | Zuschauer | Bemerkungen |
| --- | ------------------- | ------------- | ----------------------- | - | --------------------------------------- | --------------------------------- | --------- | ----------- |
| 01  | 26. März 2008 13:00 | 07:40 (04:16) | Finnland                | * | Larnaka, Kition Sports Cente            | Challenge Trophy-Hauptrunde       | 060       | 1. Spiel    |
| 02  | 27. März 2008 14:00 | 06:35 (05:21) | Bosnien und Herzegowina | * | Larnaka, Kition Sports Cente            | Challenge Trophy-Hauptrunde       | 050       |             |
| 03  | 28. März 2008 14:00 | 17:38 (09:19) | Israel                  | * | Larnaka, Kition Sports Cente            | Challenge Trophy-Hauptrunde       | 060       |             |
| 04  | 29. März 2008 15:45 | 10:40 (01:15) | Estland                 | * | Larnaka, Kition Sports Cente            | Challenge Trophy-Halbfinale-5-8   |           |             |
| 05  | 30. März 2008 10:00 | 09:35 (04:15) | Israel                  | * | Larnaka, Kition Sports Cente            | Challenge Trophy-Spiel um Platz 7 |           |             |
| 06  | 19. März 2010 15:30 | 09:24 (04:13) | Israel                  | A | Tel-Aviv, Ohel-Shem                     | Challenge Trophy-Hauptrunde       | 300       |             |
| 07  | 20. März 2010 19:00 | 10:29 (07:16) | Zypern                  | * | Tel-Aviv, Ohel-Shem                     | Challenge Trophy-Hauptrunde       | 100       |             |
| 08  | 21. März 2010 14:00 | 12:21 (05:09) | Armenien                | * | Tel-Aviv, Ohel-Shem                     | Challenge Trophy-Hauptrunde       | 100       |             |
| 09  | 22. März 2012 17:30 | 12:22 (08:11) | Israel                  | * | Weliko Tarnowo, Sporthalle Vasil Levski | Challenge Trophy-Hauptrunde       | 220       |             |
| 10  | 23. März 2012 15:00 | 05:41 (04:17) | Färöer                  | * | Weliko Tarnowo, Sporthalle Vasil Levski | Challenge Trophy-Hauptrunde       | 250       |             |
| 11  | 24. März 2012 14:00 | 13:21 (03:14) | Estland                 | * | Weliko Tarnowo, Sporthalle Vasil Levski | Challenge Trophy-Hauptrunde       | 200       |             |
| 12  | 25. März 2012 10:00 | 10:22 (05:10) | Armenien                | * | Gabrovo, Orlovetz Hall                  | Challenge Trophy-Spiel um Platz 7 | 050       |             |